# Radiodiffusion télévision algérienne
La Radiodiffusion-télévision algérienne (RTA) (en arabe : الإذاعة و التلفزيون الجزائرية) était entre 1962 et 1986 le réseau de diffusion audiovisuel public en Algérie.
Il diffusait une chaîne de télévision nationale et une dizaine de télévisions régionales, 3 radios nationales et une quinzaine régionales.

## Histoire

### 1956–1962: RTF Alger
Pour un article plus général, voir Radiodiffusion-télévision française.
Le 26 avril 1926, le Pouvoir colonial français en Algérie décide de créer une station de radio algérienne pour les colons; Radio Alger en langue française qui deviendra France V, elle s'élargira en 1944 avec une station arabe et en 1948 avec une station en kabyle.
Le 24 décembre 1956, la Radiodiffusion-télévision française (RTF) met en place dans les départements français d'Algérie son premier émetteur de télévision au standard VHF 819 lignes, installé à Tamentfoust, à 20 km à l'est d'Alger. L'émetteur, qui a coûté 1 200 000 000 francs était d'une puissance de 3 kW avant de passer à 20 kW en 1957. Il couvre presque toute la ville d'Alger et une grande partie de la Mitidja.
Une astuce technique permet la diffusion simultanée du son en deux langues (français et arabe) pour certaines de ses émissions. La RTF Télévision en Algérie est ainsi la première au monde à être bilingue et à émettre des spectacles français et arabes commentés dans les deux langues. Les speakerines francophones et arabophones se partagent à tour de rôle la présentation des programmes, les unes apparaissant en direct à l'écran pendant que les autres font la traduction en voix off, et inversement le lendemain.
Utilisée comme moyen de propagande et porte-parole de la minorité européenne en Algérie, cette station utilisait 16 journalistes dont cinq cadreurs. 31 heures de programmes sont diffusés chaque semaine en 1957, composés d'information, de films, de théâtre, de musique et d'œuvres lyriques, de variétés, de magazines, de reportages sportifs et d'émissions pour la jeunesse. Des dramatiques sont également programmées, dont la dernière étant diffusée était L'Épreuve de Marivaux. La télévision métropolitaine fournit 11 heures de programmes sur ces 31 heures, essentiellement du théâtre, des variétés et des ouvrages lyriques.
Le journal télévisé est diffusé à 20 h et rediffusé à 22 h 30 et est présenté par Jean Luc, Jean Lanzi, Jean-Claude Narcy et Jean-Pierre Elkabbach. Il est réalisé entièrement sur place à l'aide de bandes envoyées par United Press et France Vidéo auxquelles s'ajoutent deux ou trois reportages tournés localement chaque jour avec des commentaires en français et en arabe pour une diffusion simultanée sur les deux canaux sonores.
De nombreux programmes (émissions musicales, folkloriques, enfantines, concerts, théâtre, et courts-métrages) sont spécialement créés pour alimenter la grille des émissions arabophones placées sous la direction de Fathallah Benhassine, déjà responsable des émissions en langues arabe et kabyle à la radio France V. Dès sa naissance, la Télévision algérienne a donc eu une activité intense et a souhaité s'adresser à toutes les composantes de la population algérienne susceptibles de la recevoir. À la fin de l'année 1957, le nombre des téléspectateurs, quasi exclusivement européens, est estimé à 6 000 environ.
Un second émetteur de télévision est inauguré par le directeur général de la RTF, Gabriel Delaunay, pour desservir Alger le 22 février 1958. Oran est la seconde ville équipée d'un émetteur de télévision, installé sur l’immeuble Perret qui dresse ses quinze étages au carrefour de la rue Mostaganem et de la route du Port, et qui rayonne très correctement sur toute l'étendue de l'agglomération dès le 17 décembre 1958. Le réseau s'étend avec la construction d'un émetteur de télévision à la station de ski de Chréa en janvier 1960, puis la mise en service de l'émetteur de Constantine le 26 octobre 1960.
La RTF présente sa dernière édition en direct du journal télévisé le 5 juillet 1962, après le référendum d'autodétermination.

### 1962–1986:Radiodiffusion-télévision algérienne

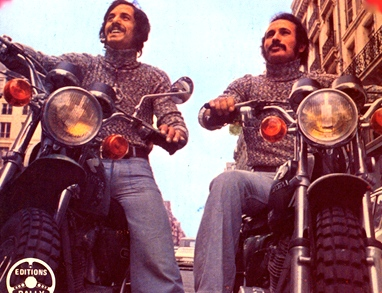
Écran de la RTA, montrant les frères Rachid et Fethi (1975).

Quelques mois à peine après la déclaration d'indépendance de l'Algérie le 5 juillet 1962, la Radiodiffusion-télévision algérienne (RTA) se substitue à la RTF dont elle était une antenne régionale, le 28 octobre 1962 dans ses prérogatives et attributions en Algérie (infrastructures, bâtiments…). Un accord de coopération technique entre les deux organismes de radiodiffusion est signé le 22 janvier 1963. La RTA opère à cette époque trois programmes télévisuels régionaux à Alger, Constantine et Oran. L'État lui a consacré plus de 310 000 000 de DA au budget d'équipement. Dans la même année, la Radiodiffusion s'ouvre à la publicité,.
Un investissement réalisé en deux décennies (70–80), un temps relativement court, a entraîné l'extension et la modernisation des réseaux nationaux de la télévision dont la couverture du sud du pays par transmission satellite, l'équipement des centres de production en matériel moderne, et par la suite l'introduction de la couleur à la télévision. L'unification de la diffusion du programme national de télévision au nord du pays par faisceaux hertziens est achevée le 19 juin 1970, acheminant le programme de télévision en noir et blanc. Le sud du pays s'est vu doté d'un réseau d'émetteurs radio et télévision recevant les programmes d'Alger via le satellite Intelsat. Un programme unique pour l'ensemble du pays est diffusé de Tlemcen à Souk Ahras. Parallèlement, la RTA a aussi entrepris la construction de nouvelles maisons de radio et de télévision dans les centres régionaux à Constantine, Oran et Ouargla.
En 1973, une autre étape a été franchie avec la coloration des studios de production et de diffusion télévisée. La RTA abandonne le standard français 819 lignes norme E pour la diffusion télévisée et adopte le système PAL 625 lignes norme B pour sa diffusion en couleur,. La diffusion de la télévision s'élargit dès 1975 avec l'inauguration de nouveaux centres de diffusion à Reghiss, Bouilef et Metlili à l'Est et Aïn N'sour, Tiaret, Nador, Hassi Dib, Aflou et Méchria à l'Ouest.
La RTA dispose également, depuis le 27 février 1975, d'une couverture du Sud algérien en télévision grâce à l'acheminement du signal par satellite. Au 1er mars 1978, les stations suivantes ont été reliées par satellite à la Maison de la Radio d'Alger et reçoivent le programme national de télévision : Béchar, Ouargla, El Oued, Ghardaïa, In Salah, Tamanrasset, Djanet, Tindouf, Adrar, Béni Abbès, Timimoun et El Goléa. Le réseau des faisceaux hertziens comprend, à partir du Centre Nodal de Bouzaréah, 30 stations intermédiaires terminales studios, émettrices radio et télévision, comme il existe également des circuits internationaux formant des connexions dans toutes les directions.
En 1982, la RTA entre de plain-pied dans le monde de la communication en s'équipant de façon conséquente, en participant à des expériences de pointe tel que le système d'échange d'informations et de programmes par satellite avec les pays arabes et européens et en formant de nouvelles générations de techniciens rompus aux technologies nouvelles.

### 1986: Dissolution
À l'instar d'autres entreprises du pays, la RTA fait, à la suite du décret no 86-147 du 1er juillet 1986, l'objet d'une restructuration séparant les activités qu'elle gère en la structurant en quatre organismes autonomes : l'Entreprise nationale de télévision (ENTV) chargée de la télévision, l'Entreprise nationale de radiodiffusion sonore (ENRS) chargée de la radio, l'Entreprise nationale de télédiffusion (ENTD) chargée de la télédiffusion et l'Entreprise nationale de production audiovisuelle (ENPA) chargée de la production audiovisuelle et qui sera dissoute en 1997.

## Organisation

### Dirigeants
| |  |  |
| De gauche à droite, Abderrahmane Laghouati et Badreddine Mili, anciens cadres dirigeants de la RTA. |  |  |

L'Établissement public de télévision est dirigé par un directeur général, nommé par décret présidentiel, assisté par un directeur général adjoint.
Directeurs généraux de la RTA
- 1963– : Aïssa Messaoudi
- – : Abderrahmane Laghouati

## Identité visuelle

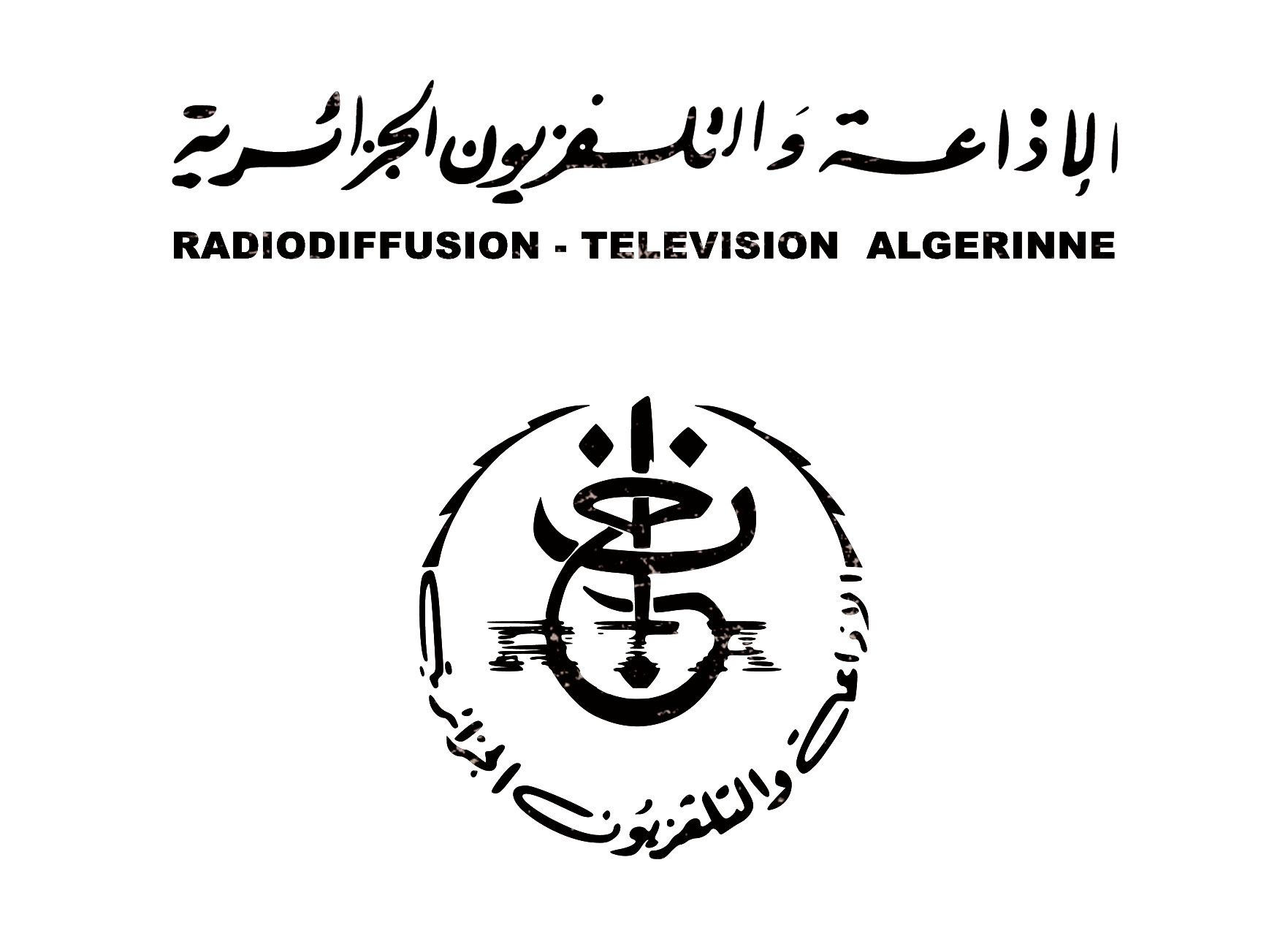
Identité visuelle de la RTA (1962-1986)
Logo RTA (1962-1986)

## Carte QSL

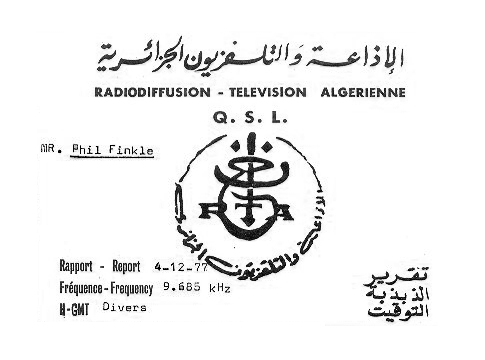
Carte QSL de Radiodiffusion-télévision Algérienne du 4 décembre 1977 sur 9,685 MHz.

## Services

### Radio

#### Radio Alger
- Alger Chaîne 1 : Radio généraliste en Arabe.
- Alger Chaîne 2 : Radio généraliste en Kabyle.
- Alger Chaîne 3 : Radio généraliste en Français.

#### Radios régionales
Les radios régionales sont au nombre de 1 par wilaya.

### Télévision

#### Télévision nationale
- Programme national : Généraliste nationale en arabe et en français

#### Télévisions régionales
- RTA Télévision Oran : régionale pour l'Oranie.
- RTA Télévision Constantine : régionale pour le Constantinois.
- RTA Télévision Ouargla : régionale pour le Sahara.